# Terroranschlag von Bugojno
Der Terroranschlag von Bugojno war ein am 27. Juni 2010 durch einen Islamisten verübter Bombenanschlag mit terroristischem Hintergrund in der bosnischen Stadt Bugojno. Der Anschlag wurde auf eine Polizeistation verübt. Dabei starb ein Polizist und sechs weitere wurden verletzt, davon eine Polizistin schwer. Den Sprengstoff unter das Polizeigebäude deponierte Haris Čaušević. Dieser galt als Anhänger der in Bosnien und Herzegowina aktiven ultrakonservativen sunnitischen Wahhabitenbewegung. Čaušević wurde 2015 zu 35 Jahren Gefängnis verurteilt.